# مارک جیمز
مارک جیمز (انگلیسی: The 45 King؛ زادهٔ ۱۶ اکتبر ۱۹۶۱) موسیقی‌دان اهل ایالات متحده آمریکا است.